# Kruzhok Futbolistov Sokolniki
Кружок футболистов Сокольники (em português: Clube de futebol de Sokolniki) foi o primeiro clube de futebol da Rússia, fundado em 1896. Foi um dos três clubes fundadores da Liga de futebol de Moscou, em 1909.